# Растичево (Грачаць)
Растичево (хорв. Rastičevo) — населений пункт у Хорватії, в Задарській жупанії у складі громади Грачаць.

## Населення
Населення за даними перепису 2011 року становило 4 осіб.
Динаміка чисельності населення поселення: